# Škopkové z Dubé
Škopkové z Dubé je někdejší větev staročeského panského rozrodu Ronovců, společně užívající erb ostrve.

## Původ rodu
Nejstarším známým předkem Ronovců byl Smil z Tuháně. Měl dva syny, Častolova ze Žitavy a Jindřicha ze Žitavy.
Starší z bratrů Častolov měl tři známé syny – Jindřicha (později podepisován jako Hynek z Dubé), Častolova mladšího, později znám jako Čeněk z Lipé, a třetím byl Chval. Nejstarší Jindřich (Hynek) z Dubé měl také tři syny, Hynka, Albrechta a Čeňka. Prostřední Albrecht je považován za předka rodiny Škopků.

## Albrecht a jeho rodina
Je znám z listin pocházejících z let 1279 až 1325. Zprvu uváděn jako Albrecht z Dubé, z Frýdlantu, pak Albrecht z Liběšic. Jeho synové byli Beneš (záznam 1316), Jindřich (záznam 1319 z Vinařic), Albrecht (záznam 1319, 18. probošt litoměřické kapituly sv. Štěpána), Zbyněk (listina z 1319), Albert mladší (1319) a Vilém (záznam 1319), kteří rozdělením otcovského dědictví zchudli. Zbyněk a Albert ml., kteří byli purkrabími na Permě, přijali příjmení Škopek z Dubé. Zbyněk držel Liběšice, Albert ml. byl maršálkem arcibiskupa Arnošta.

## Větev A
Potomci starších bratří se psali z Frýdlantu. V Čechách žil Vaněk (1376), vnuk Alberta I. Snad jeho synem byl Čeněk, jenž měl skromné zboží u Postoloprt do roku 1384 a roku 1410 obdařil klášter. Hynek Vinařický se vystěhoval za Hynkem biskupem Olomouckým, svým strýcem na Moravu, kde získal manské statky u Příbora. Zemřel v roce 1364. Jeho syny byli Hynek (1368–1391), Smil (1368–1386) a Jan (1368–1379), kteří drželi Místek. Smil zanechal děti, které držely drobné statky. Ještě se roku 1464 připomínají dvě dcery Hynka Frýdlantského.

## Větev B
Páni z Liběšic byli pravděpodobně potomky Zbyňka. Pravděpodobně jeho synem byl Beneš (1357), jenž se stal v roce 1369 soudním úředníkem v Horní Lužici a založil západně od Zhořelce hrad. Později získal i hrad Vojerce (Hoyerswerda) v Lužici. Žil ještě roku 1405, avšak zemřel zanedlouho potom. Jeho dva synové se oddali duchovnímu stavu. Jan byl v roce 1387–1396 proboštem vyšehradským. Albrecht byl křížovníkem řádu německých rytířů, roku 1395 se stal zemským radou, ale roku 1402 složil tuto funkci z důvodu špatného hospodaření. Roku 1403 se stal správcem na Blatně, roku 1406 komturem na Býčkovicím, držel také polovičku Liběšic. Později byl zase zemským radou (1415 atd.), žil ještě roku 1434. Jindřich, jiný Benešův syn hospodařil s otcem, který ho snad přežil. Čtvrtý Benešův syn Beneš Silný obdržel v roce 1396 od svého otce hrad Vartu. Roku 1399 držel s panskou jednotou. Roku 1400 nabyl Kostomlat, když prodal hrad Vartu, za který obdržel Siřejovice, zemřel roku 1407. Jeho synové byli Albert (1400–1437) a Jindřich (1407–1437). Albert měl Kostomlaty, které okolo roku 1436 prodal. Jindřich držel Vojerce. Oba zemřeli bezdětní. Na Liběšicích seděl roku 1420–1426 Jan, snad Jindřichův syn.

## Větev C
Škopkové Jindřich a Henzlin byli bratři, synové bezpochyby Alberta mladšího z Liběšic. Pro svou rodovou větev si vytvořili erb mírně odlišný od hlavního rodového. Obsahoval navíc na levé straně rohy na obou stranách ozdobené třemi korouhvičkami.

### Jindřich Škopek z Dubé a z Liběšic
Byl synem Alberta mladšího z Liběšic a zároveň synovcem Zbyňka z Frýdlantu (psán někdy Zdyslav).
Kariéru u dvora krále Václava IV. začal jako hofmistr královny Johany. V době výprav krále do Německa byl jím v letech 1380 a 1386 jmenován jedním ze dvou zemských správců. Od roku 1381 zastával úřad nejvyššího zemského komorníka, spojený s vedením zemského soudu a to až do roku 1393. V roce 1385 byl navíc jmenován nejvyšším hofmistrem, zodpovídajícím za pořádek v dvorské službě králi. Zpočátku byl chudý, ale díky přízni krále získal hrad Egerberk poblíž Klášterce na Ohří, nějaký čas i Lipnici (1387) a jiné drobné statky, okolo roku 1390 také Žumberk. Okolo roku 1394 získal Úštěk a ten se stal hlavním jeho sídlem a dědictvím po smrti 6. května 1395.

### Další členové rodu
Jeho mladší bratr Henzin zvaný Kokot (1357–1400) byl v letech 1385–1389 dvorským místosudím a měl dceru Rejnu (1416–1426). Jindřich, mladší Jindřichův syn, převzal po otci Egerberk blízko Klášterce nad Ohří. Také držel Mašťov a roku 1405 Úštěk. Byl také Husův ochránce a přítel. Hus mu poslal v roce 1415 novou píseň a české listy. Jindřich zpečetil roku 1415 stížný list proti Husově upálení, ale zemřel brzo potom. Jeho manželkou se stala roku 1416 Eliška z Klinštejna. Aleš, jeho bratr nejdřív držel Mašťov a Úštěk, který potom přenechal bratrovi. Od roku 1402 držel hrad Dražice, roku 1404 také Kostelec nad Labem. Roku 1405 se stal popravcem Boleslavského kraje, roku 1406 nejvyšším komorníkem. Po smrti Jindřicha zdědil Úštěk (1416–1423), který prodal roku 1426. Také seděl na Kokoříně, od roku 1431 na Jenštejně a zemřel roku 1435. Jeho manželkou byla Škonka z Vartemberka, matka chudých a nuzných, zemřela 5. listopadu 1432.